# غريغ هاريسون
غريغ هاريسون (بالإنجليزية: Greg Harrison)‏ هو مخرج أمريكي، ولد في 4 مايو 1969.

## وصلات خارجية
- غريغ هاريسون على موقع IMDb (الإنجليزية)
- غريغ هاريسون على موقع ألو سيني (الفرنسية)
- غريغ هاريسون على موقع أول موفي (الإنجليزية)
- غريغ هاريسون على موقع قاعدة بيانات الفيلم (الإنجليزية)
- غريغ هاريسون على موقع كينوبويسك (الروسية)